# Чон Богён
Чон БоГён (кор. 정보경?, 鄭普涇?; род. 17 апреля 1991, Республика Корея) — корейская дзюдоистка, выступающая в суперлёгкой (до 48 кг) весовой категории, серебряный призёр олимпийских игр (2016), бронзовый призёр чемпионата мира 2015 года, многократный призёр азиатских чемпионатов, чемпионка летней Универсиады 2015 года.

## Биография
На летних Олимпийских играх 2016 года в Рио-де-Жанейро Чон Бо Кён была посеяна под 8-м номером, благодаря чему стартовала сразу со второго раунда. По ходу соревнований корейская дзюдоистка одержала три досрочные победы, выиграв в числе прочих у опытной кубинки Даярис Местре Альварес и лидера мирового рейтинга из Монголии Мунхбатын Уранцэцэг. В финале Чон Бо Кён встретилась с аргентинской дзюдоисткой Паулой Парето. Единственным результативным действием за поединок стала подсечка, которую смогла выполнить Парето, благодаря чему она и стала олимпийской чемпионкой, а Чон Бо Кён принесла единственную «женскую» медаль для Кореи в дзюдо.

## Результаты

### Олимпийские игры
| Олимпийские игры    | Категория | Место |
| ------------------- | --------- | ----- |
| Рио-де-Жанейро 2016 | до 48 кг  | 2     |

### Чемпионаты мира
| Чемпионат мира | Категория | Место       |
| -------------- | --------- | ----------- |
| Париж 2011     | до 48 кг  | 1/32 финала |
| Астана 2015    | до 48 кг  | 3           |